# Echinozone arctica
Echinozone arctica är en kräftdjursart som beskrevs av Hansen 1916. Echinozone arctica ingår i släktet Echinozone och familjen Munnopsidae. Inga underarter finns listade i Catalogue of Life.